# Fakahina
Fakahina, alte Namen: Niuhi (polynesisch für „Kokosnussinsel“), Predpriatie, Fangahina, Akahina, ist ein dünn besiedeltes, aus zwölf Inseln bestehendes Atoll im Nordosten des Tuamotu-Archipels im Südpazifik, das politisch zum französischen Überseeterritorium (Pays d’outre-mer) Französisch-Polynesien gehört. Die nächste bewohnte Insel ist Fangatau, 75 km in östlicher Richtung.

## Geografie
Fakahina ist ein Atoll, dessen zentrale, vulkanische Insel bereits seit langer Zeit unter der Meeresoberfläche verschwunden ist. Nur noch der nahezu geschlossene Kranz von Motus, der eine flache Lagune umschließt, ist verblieben. Das annähernd ovale Atoll ist 8,7 km lang und 5 km breit und erhebt sich nur wenige Meter über die Meeresoberfläche. Die gesamte Landfläche der aus Korallensand und -trümmern bestehenden Motus beträgt zusammen etwa 8 km². Wesentlich größer ist die rund 20 km² bedeckende Lagune, die jedoch keinen befahrbaren Zugang zum Meer hat. Für eine Verbindung mit dem Ozean sorgen mehrere flache Tidenkanäle (Hoa) im Südosten des Atolls. Ein Wasseraustausch ist jedoch nur bei hohen Wasserständen gewährleistet.
Von der ursprünglichen Flora sind kaum noch Reste vorhanden. Im späten 19. und im frühen 20. Jahrhundert wurde die gesamte Insel gerodet, um Kokospalmen für die damals lukrative Kopra-Produktion anzupflanzen. Die Kokosplantagen bestimmen heute das Landschaftsbild.
Der mythische Held Tehu soll der Sage nach Taro und ‘Ape (Alocasia macrorrhizos) sowie den Brotfruchtbaum, die er von seinen Fernreisen mitbrachte, auf Fakahina eingeführt haben. Diese Nutzpflanzen sind immer noch Grundnahrungsmittel auf der Insel.

## Geschichte
Über die ursprünglichen Bewohner ist wenig bekannt. Wann und von wo die Insel besiedelt wurde, ist noch nicht erforscht. Man weiß aus Überlieferungen, die die Missionare gesammelt haben, dass Fakahina einst in die drei Stammesfürstentümer (gati) Tane, Mahinui und Tekopu untergliedert war. Der Sage nach emigrierten die Tekopu mit Männern, Frauen und Kindern auf die Insel Hao. Die beiden verbliebenen Stämme lagen miteinander in ständiger Fehde, Ursache für zahlreiche blutige Stammeskriege.
Es sind noch einige archäologische Relikte der Ureinwohner, u. a. mehrere Marae, erhalten. Der Baustil der Zeremonialanlagen ist eng verwandt mit dem der Nachbarinsel Fangatau. In der Regel bestanden sie aus einem großen, eingeebneten und manchmal mit Steinen abgegrenzten Platz, an dessen Ende sich eine oder zwei in Reihe stehende, steinerne Plattformen (Ahu) erhoben. Frontal zu den Plattformen standen Steinsitze mit hohen Rückenlehnen für die Stammeshäuptlinge.:39
Der Marae Apataki liegt im Südosten der Insel, in einem Palmenhain ca. 60 m vom Strand entfernt. Er ist die am besten erhaltene Zeremonialstätte Fakahinas. Der etwa 50 cm hohe Ahu, mit einem großen Orthostaten in der Mitte, ist noch recht gut erhalten. Davor, mit Blick zur Zeremonialplattform, steht ein steinerner Häuptlingssitz mit einem ca. 1,5 m hohen Kalksteinplatte als Rückenlehne.
Der größte und bedeutendste Zeremonialplatz von Fakahina war der Marae Rangi Te Tau Noa, auch Marae Kapita genannt, unweit des Dorfes im Westen der Insel, zur Ozeanseite hin gelegen. Er bestand einst aus zwei langgestreckten, nebeneinanderliegenden, ca. 1 m hohen Steinplattformen. Die Anlage wurde bei einem Zyklon im Jahr 1903 zerstört, als meterhohe Wellen die gesamte Insel überschwemmten. Dabei wurden auch fünf kleine, auf dem Areal errichtete Plattformen (Altäre oder Begräbnisplattformen?) sowie Schädelgruben, in denen die Knochen der Menschenopfer bewahrt wurden, vollständig vernichtet.:50 Heute sind nur noch ein paar verstreute Steine zu sehen.
Im Süden der Insel liegen die Überreste einer weiteren Zeremonialplattform, des Marae Farakao, Zentrum eines Schildkrötenkultes, von dem jedoch nur noch einige aufrecht stehende Kalksteinplatten erhalten sind. Ursprünglich gab es noch viel mehr Zeremonialstätten. Der amerikanische Ethnologe Kenneth P. Emory sammelte 1929 bei einem Besuch der Insel die Namen von 21 Marae.
An der Nordseite, bei Teniu, ist noch eine alte Brunnengrube der Polynesier zu erkennen, die die Ghyben-Herzberg-Linse anschneidet, um daraus Süßwasser zu gewinnen. Sie wird nicht mehr genutzt, die Wasserversorgung erfolgt heute über Zisternen.
Otto von Kotzebue entdeckte Fakahina am Abend des 2. März 1824 für Europa. Er taufte die Insel nach seinem Schiff „Predpriatie“. Da die Dämmerung schnell eintrat, blieb das Schiff zunächst in einiger Entfernung liegen und erst am folgenden Morgen segelten die Europäer näher an die Insel heran. Kotzebue sah aufsteigende Rauchsäulen und wertete sie als Zeichen, dass die Insel bewohnt war. Ihm fiel der dichte Bewuchs, überragt von hohen Kokospalmen, auf. Als sich das Schiff näherte, versammelten sich zahlreiche mit Speeren und Keulen bewaffnete Krieger am Strand, einige von ihnen zeigten Drohgebärden. Durch das Fernrohr nahm Kotzebue von großen Brotfruchtbäumen beschattete Hütten sowie Frauen und Kinder wahr, die sich jedoch schnell in das Dickicht flüchteten. Obwohl mehrere große Kanus am Ufer lagen, machten die Bewohner keine Anstalten, sich den europäischen Schiffen zu nähern. Kotzebue ließ die gesamte Insel umrunden, konnte jedoch keinen geeigneten Ankerplatz finden. Ohne mit den Bewohnern in Kontakt getreten zu sein, entfernte sich das Schiff in Richtung Westen, um die Nachbarinsel Fangatau (Araktschejef) anzulaufen.
Im Jahr 1860 ereignete sich eine schreckliche Bluttat, die sogar die französischen Behörden zum Eingreifen veranlasste. Der angesehene Häuptling Paiore von der Insel Anaa, der zum Christentum übergetreten war, hatte Fakahina besucht und war dort ehrenvoll und zuvorkommend empfangen worden. Bei seinem zweiten Besuch im Jahr 1860 brachte er elf Glaubensbrüder mit, Repräsentanten von verschiedenen Inseln der Tuamotus. Sieben von ihnen gingen an Land, Paiore blieb jedoch, entgegen den Gepflogenheiten, an Bord. Das war eine grobe Unhöflichkeit gegenüber den Gastgebern. Die erzürnten Krieger von Fakahina ergriffen daher sechs der Ankömmlinge – einer konnte entfliehen – und ermordeten sie unter den Augen von Paiore am Strand. Auf Bitten der Missionare, denen Paiore von dem Vorfall berichtet hatte, entsandte die Verwaltung des französischen Protektorates im Dezember 1860 die Fregatte Cassini, um ein Exempel zu statuieren. Bei Ankunft des französischen Kriegsschiffes flüchteten die Insulaner, das Landungscorps konnte jedoch 20 Personen ergreifen, die nach Tahiti verbracht wurden. Pater Montiton ließ 1870 ein großes Kreuz als Mahnmal für die Ermordeten am Strand von Fakahina errichten. Paiore wurde später als Schöpfer einer künstlerischen Darstellung des Universums, wie die Bewohner der Tuamotus es sich vorstellten, bekannt.
Der französische Pater Albert Montiton (1825–1894) von der „Congrégation des Sacrés-Cœurs de Picpus“ (in Deutschland: Arnsteiner Patres), kam als Missionar von Hawaii auf die Tuamotu-Inseln. 1870 missionierte er auf Fakahina und ihm gelang es, die verheerenden Stammeskriege zu beenden. Zudem ließ er Kokospalmen pflanzen, Brunnen graben, Felder anlegen und eine Kirche bauen. Im Süden der Insel ließ er das Dorf Hokikakika mit Straßen und festen Häusern errichten, in dem alle Einwohner fortan wohnen sollten. Der Zyklon des Jahres 1903 zerstörte Hokikakika zum großen Teil. Hinzu kam ein verheerender Ausbruch der Spanischen Grippe, der die Insel weitgehend entvölkerte. Hokikakika wurde nie wieder aufgebaut. Die Überlebenden siedelten sich im heutigen Dorf Tarione an. Einen Teil der Bevölkerung konnten die Missionare Henry Bodin und Hervé Audran dazu bewegen, von dem verwüsteten Fakahina auf das unbewohnte Atoll Puka-Puka umzusiedeln.

## Verwaltung und Infrastruktur
Fakahina bildet zusammen mit der Nachbarinsel Fangatau die politische Gemeinde Fangatau und ist eine der beiden „Communes associées“ (Teilgemeinden) dieser Gemeinde. Der einzige bewohnte Ort ist Tarione im Nordwesten der Insel. Das Statistische Institut Französisch Polynesiens (Institut de la statistique de la Polynésie française) registrierte für 2012 auf Fakahina 155 Einwohner.
In Tarione hat man einen massiven, auf Betonstelzen stehenden Schutzbau errichtet, in den sich die Bewohner bei Zyklonen, bei denen die niedrige Insel überschwemmt wird, flüchten können.
Wegen eines erhöhten Salzgehaltes eignet sich die Lagune von Fakahina nicht für die Perlenzucht. Der Tourismus ist mangels einer geeigneten Infrastruktur ebenfalls bedeutungslos. Das Hauptstandbein der Wirtschaft ist nach wie vor die Kopraproduktion, trotz inzwischen erheblich reduzierter Mengen. In den Jahren 1913 bis 1917, als Kopra auf dem Weltmarkt noch hoch gehandelt wurde, produzierte Fakahina rund 350 Tonnen jährlich. Heute sind es noch etwa 30 Tonnen. Die Kopra wird von einer 70 m langen Mole an der Ozeanseite von Tarione verschifft. Dort legt auch das etwa einmal im Monat unregelmäßig verkehrende Versorgungsschiff von Tahiti an. Von der Mole führt eine betonierte Piste zum Dorf.
1985 wurde im Westen der Insel ein Flugplatz mit einer 950 m langen, asphaltierten Landebahn gebaut. Er liegt etwa 1,5 km südlich des Dorfes und wird nur bei Bedarf von der Air Tahiti über Fangatau angeflogen. Der Flugplatz ist durch eine unbefestigte Straße mit dem Dorf verbunden. Die Piste führt weiter als Ringstraße rund um die Insel und erschließt mit Nebenwegen die Kokosplantagen. Ein breiter Hoa, die Passe Pahava im Süden, wird von einem Betonsteg überspannt.